# ロストック大学
ロストック大学（ドイツ語: Universität Rostock、英語: University of Rostock）は、メクレンブルク＝フォアポンメルン州 ロストックに本部を置くドイツの公立大学である。1419年に設置された。

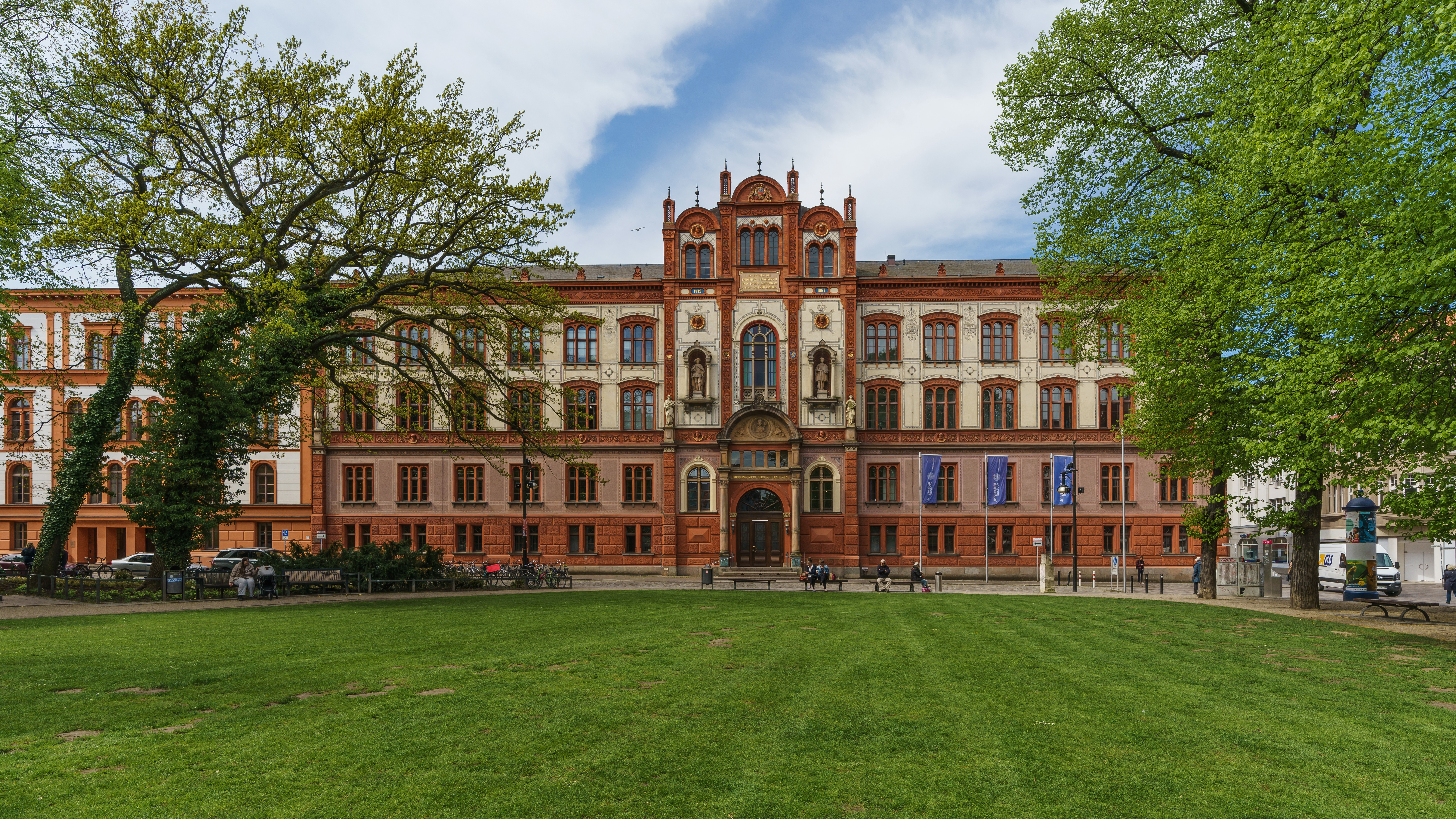
ロストック大学の本館・神学部キャンパス

世界で最も古い大学のひとつであり、ヨーロッパ大陸北部及びバルト海地域の大学としては最大にして最古のものである。途切れることなく運営を続けている大学としてはドイツで三番目に古く、ヨーロッパ大学協会にも加盟している。

## 歴史
1419年に教皇マルティヌス5世の認可により設立されており、北部ヨーロッパ最古の大学である。
ドイツではロストック大学以前に5つの大学が作られており、ハイデルベルク大学が1386年、ケルン大学が1388年、エアフルト大学が1392年に、ヴュルツブルク大学が1402年に、ライプツィヒ大学が1409年に設立された。このうち、ロストック大学より前から現在まで運営が途切れなく続いているのはハイデルベルク大学とライプツィヒ大学のみである。このため、ロストック大学は継続して稼働している大学としてはドイツで三番目に古い。
15世紀の間、ロストック大学は毎年400-500人の学生を受け入れており、これは当時としては多人数であった。ロストックはこの頃のドイツで最大の大学のひとつであり、低地地方、スカンディナヴィア、バルト海に接するその他諸国からも多くの学生を受け入れていた。政治的紛争や教会からの圧力を受け、1437年に大学はグライフスヴァルトに移動し、1443年まではそこにあった。1487年から1488年まではリューベックで教育活動を行っていた。この後の1542年、ロストックの街とその大学はともにプロテスタントの信仰を持つようになった。人文主義とルター主義は大学の明確な特徴であった。
三十年戦争（1618年–1648年） の後、ロストック大学の役割はごく地域的ものとなってしまった。 大学の「所有権」が1827年にロストックの街から国（メクレンブルク＝シュヴェリーン大公国）に移譲されたが、これは良い影響をもたらした。19世紀末には多数の建築物が作られ、ロストック大学はすぐにドイツの大学としてかつて同様の高い評価を取り戻すことができた。
大学設立500周年記念の際、1919年11月12日に、アルベルト・アインシュタインとマックス・プランクが名誉博士号を授与された。ロストック大学は世界で初めてアインシュタインに名誉学位を授与した高等教育機関となった。この博士号はナチスがドイツを支配していた時代（1933年–1945年）も剥奪されることがなかった。ナチスが学位剥奪命令を出していたことを考えると非常に興味深いことであるが、剥奪が行われなかった理由は不明である。 ダーヴィッド・カッツ、ハンス・モラルほか数人は1933年にロストック大学での地位を失っている。
第二次世界大戦が1945年に終わると、ロストック大学は在独ソ連軍政府（のちの東ドイツ）の管轄に入り、1946年2月24日に再開した。法学部は1951年に閉鎖され、1950年に農学部が設置されたほか、造船学部が1951年に開設され、この学科は1963年に工学部となった。ロストック大学は、伝統あるドイツの大学の中ではじめて工学部を開設した大学であった。1952年に航空学部が開設されたが、結局はドレスデンに移設されることになった。1976年に大学は初代ドイツ民主共和国大統領ヴィルヘルム・ピークにちなんで、ヴィルヘルム・ピーク大学へと名称変更した。この名称変更はドイツ再統一の後に取り消され、元の名前に戻った。
東ドイツ末期には毎年1,400人ほどがロストック大学に入学していたが、再統一後、ロストックの学生数は当初増加し、瞬く間に年間3,000人以上となった。しかし近年、ロストック大学は、連邦州の他の大学と同様、学生数の減少に悩まされている。 2011/2012年冬学期のピーク時には15,300人近くいた学生数は、2021/2022年冬学期には12,700人強にまで減少した。 グライフスヴァルト大学でも同様の傾向が見られる。その一方で、ロストックに留学する学生の数も増えている: 例えば、2011/2012年冬学期から2018/2019年冬学期にかけて、特に工学系を専攻する留学生の数は倍増した。また、ドイツの他の連邦州でアビトゥーアを取得し、ロストックに入学する学生の数も増加している。

## 組織
ヨーロッパ大陸の多くの大学同様、ロストック大学は学部に分かれている。学部の下に学科及び教授職が設置されている。

### 学部
以下、9つの学部に分かれている。
- 医学部
- 法学部
- 神学部 (プロテスタント)
- 哲学部 (人文学一般を含む)
- 数学・理学部
- 情報学・電気工学部
- 農学・環境科学部
- 経済学・社会科学部
- 機械工学・船舶技術学部

### 研究所
大学はいくつかの独立した研究所を共同運営しており、以下のものが含まれる。
- ライプニッツ触媒研究所
- ライプニッツバルト海研究所（ヴァーネミュンデ）
- ライプニッツ待機物理学研究所（キュールンクスボルン）
- ライプニッツ家畜生物学研究所（ドゥンマーストルフ）
- マックス・プランク人口研究所
- フラウンホーファー大型構造物生産技術研究所
- フラウンホーファー画像データ処理研究所

### 関連施設
ロストック大学は他に大学図書館、大学植物園と医学部の教育研究病院であるロストック大学病院を運営している。

## 出身人物
- ウルリヒ・フォン・フッテン
- ティコ・ブラーエ
- アクセル・オクセンシェルナ
- フリッツ・ロイター
- ハインリヒ・シュリーマン
- アルブレヒト・コッセル
- ルドルフ・シュタイナー
- ハンス・シュペーマン
- カール・フォン・フリッシュ
- オットー・シュテルン
- エーリッヒ・ケストナー
- ヴァルター・ハルシュタイン
- モーリッツ・シュリック
- パスクアル・ヨルダン
- ハンス・アーペル
- ウーヴェ・ヨーンゾン
- ヨアヒム・ガウク